# Rivière du Rempart (Distrikt)
Koordinaten: 20° 3′ S, 57° 38′ O
Rivière du Rempart ist ein Bezirk auf dem Inselstaat Mauritius und liegt im Norden der Insel. Seine Bezirkshauptstadt ist Mapou.

## Gemeinden
Mauritius ist zu Verwaltungszwecken in Gemeinden („Village Council Areas“) (VCA) eingeteilt. Die folgende Tabelle nennt die VCA die (zumindest teilweise) im Distrikt Rivière du Rempart liegen. Die Grenzen der Distrikte sind nicht deckungsgleich mit denen der Gemeinden. Gemeinden sind daher teilweise zwei oder drei Distrikten zugeordnet. Im Distrikt Rivière du Rempart liegen 21 Gemeinden (VCA).
| Nr.  | Ortsname                      | Abgrenzung                                               |
| ---- | ----------------------------- | -------------------------------------------------------- |
| 1301 | Belle Vue Maurel VCA (Süd)    | Nord im Distrikt Pamplemousses                           |
| 1302 | Cottage VCA                   | 0                                                        |
| 1303 | Espérance Trébuchet VCA       | 0                                                        |
| 1304 | Goodlands VCA                 | 0                                                        |
| 1305 | Grand Baie VCA (Ost)          | West im Distrikt Pamplemousses                           |
| 1306 | Grand Gaube VCA               | 0                                                        |
| 1307 | Petit Raffray VCA             | 0                                                        |
| 1308 | Piton VCA (Ost)               | West im Distrikt Pamplemousses                           |
| 1309 | Poudre d’Or VCA               | 0                                                        |
| 1310 | Poudre d’Or Hamlet VCA        | 0                                                        |
| 1311 | Rivière du Rempart VCA        | 0                                                        |
| 1312 | Roches Noires VCA (Nord)      | Süd im Distrikt Flacq                                    |
| 1313 | The Vale VCA                  | 0                                                        |
| 1314 | Amaury VCA (Nord)             | Süd im Distrikt Flacq                                    |
| 1315 | Amitié VCA (Ost)              | West im Distrikt Pamplemousses                           |
| 1316 | Brisée Verdière VCA (Nord)    | Süd im Distrikt Flacq                                    |
| 1317 | Cap Malheureux VCA            | 0                                                        |
| 1318 | Mapou VCA (Nord)              | Süd im Distrikt Pamplemousses                            |
| 1319 | Plaines des Roches VCA (Nord) | Süd im Distrikt Flacq                                    |
| 1320 | Roche Terre VCA               | 0                                                        |
| 1321 | Villebague VCA (Ost)          | West im Distrikt Pamplemousses und Süd im Distrikt Flacq |